# 21657 Alinecarter
21657 Alinecarter è un asteroide della fascia principale. Scoperto nel 1999, presenta un'orbita caratterizzata da un semiasse maggiore pari a 2,2958584 au e da un'eccentricità di 0,0531407, inclinata di 7,28847° rispetto all'eclittica.